# アネクメーネ

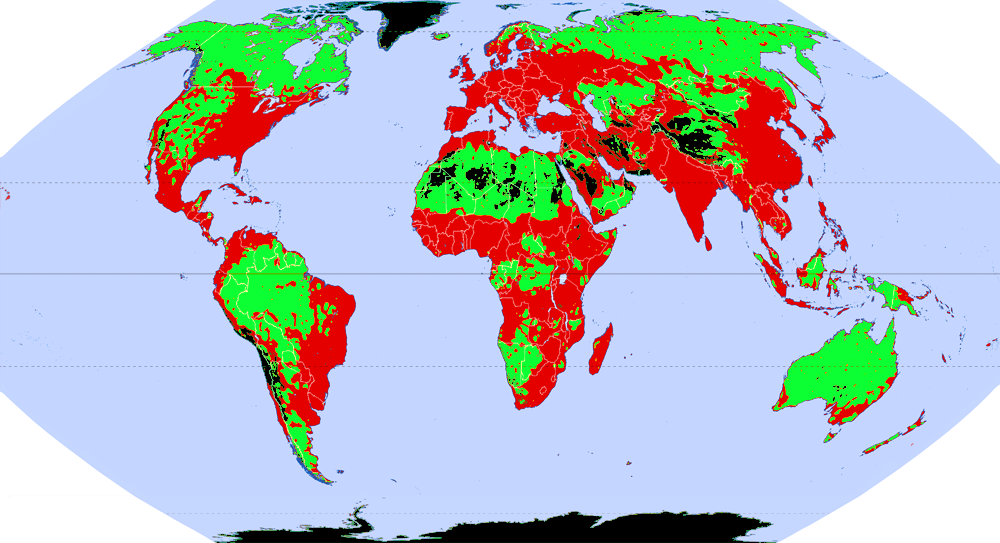
黒: アネクメーネ（Anökumene）
緑: ズブエクメーネ（Subökumene）
赤: エクメーネ（Ökumene）

アネクメーネ（独: Anökumene）は、人類の永久的居住や経済活動が不可能であるか、または現に行われていない地域。アネクメネ、ノンエクメーネ（英: nonecumene）ともいう。人類が居住可能である地域を指すエクメーネに対立する概念である。

## 概要
エクメーネとの境界は食糧生産限界とほぼ一致するが、地下資源その他人類にとって有用なものが発見されるとアネクメーネにも入植が行われることがある。人間が住むことは可能だが農業には適さない地域をズブエクメーネ（Subökumene）と呼ぶ。
現在、アネクメーネに分類されるのは主として次の地域である。
南極大陸・グリーンランド内陸
低温に対するヒトの生物学的限界（直接的影響）および低温により食糧が生産できないこと（間接的影響）によりアネクメーネである。
砂漠（中央アジア・アラビア半島・アフリカの一部地域・オーストラリア内陸）
乾燥（直接的影響および間接的影響）によりアネクメーネである。
雪線以上の高山
日照不足や気圧が低いことによりアネクメーネである。
熱帯の一部地域
高温多湿（直接的影響）によりアネクメーネである。